# کفشک ریکوزن

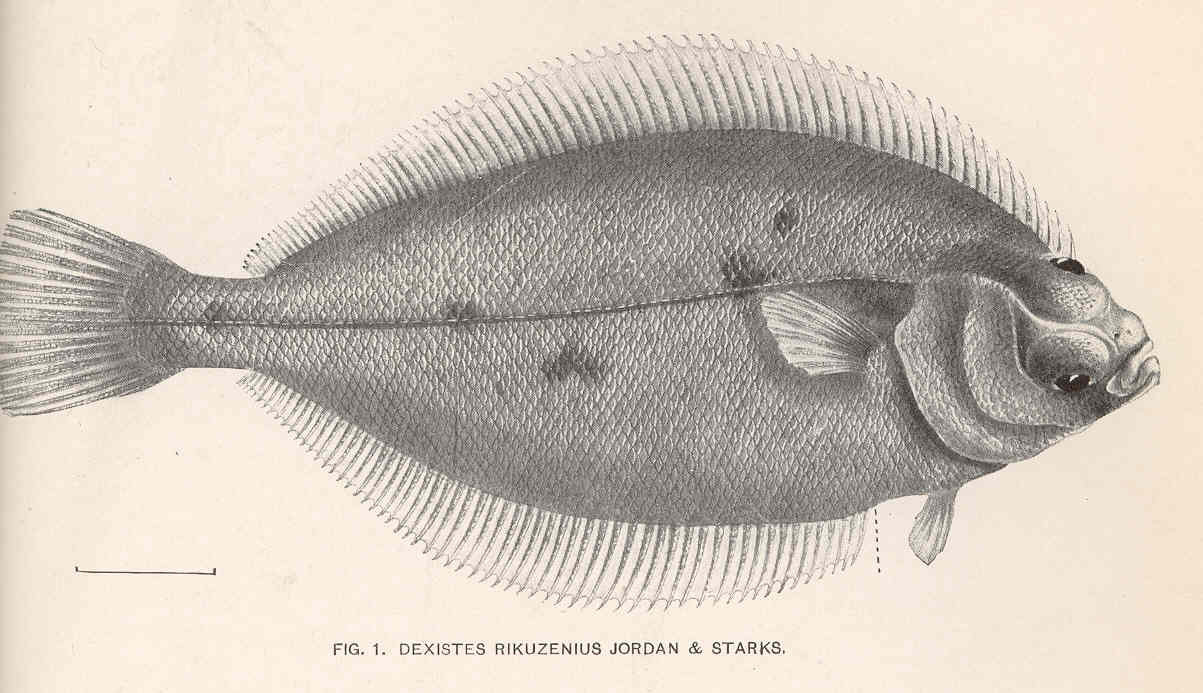
کفشک ریکوزن

کفشک ریکوزن (نام علمی: Dexistes rikuzenius) نام یک گونه از زیرخانواده راست‌رویان است.